# سجى (اسم)
سجى هو اسم علم شخصي مؤنث عربي ومعناه السكون أو الهدوء.

## الشخصيات
- سجى كمال، لاعبة كرة قدم سعودية
- سجى سالم، ممثلة عراقية